# Linje 15 (Göteborgs spårvägar)
Linje 15 var en spårvagnslinje i Göteborg som under perioden 1963 – 1968 trafikerade sträckan Centralstationen – Bräcke. Linjen tog över Bräckelinjen från linje 5 när alla dess vagnar behövdes till Biskopsgården men linje 15 fick aldrig någon egen skylt utan skylten för linje 5 fortsatte användas.

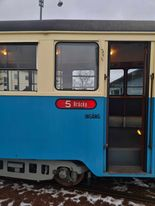
Spårvagn på linje 15